# A nagyeszű sündisznócska
A nagyeszű sündisznócska magyar televíziós bábfilmsorozat, amelyből kétféle változat készült. Az első  fekete-fehér változatot 1961-ben és 1963-ban, a második színes változatot pedig 1980 és 1981 között készítették el. Mindkét változat Móra Ferenc meséje alapján készült, amiből Tordon Ákos írt forgatókönyvet.

## A sorozatról
A sorozat főszereplője Sündisznócska, legalább olyan ravasz, mintha róka lenne. És akin éles elméjét köszörüli, s akit sorozatosan becsap, nem más, mint Mackó bácsi. Ravaszságával először arra veszi rá, hogy az egész erdő népének szeme láttára meglovagoltassa. A következő részben Mackó bácsinak kénytelen-kelletlen el kell ismernie, hogy Sündisznócskának nagyobb hatalma van, mint neki, a nagy erejű brummogónak. Akkor is rosszul jár, amikor zenei versenyre hívja ki Sündisznócskát. A sok összezördülés után Sündisznócska lakodalmán azonban megtörténik a nagy kibékülés.

## Az első fekete – fehér változat
1961. december 24-én délután  sugározták az első epizódot Sündisznócska lovagol címmel. December 25-én adták le  a második részt A nagyhatalmú sündisznócska. 10:00 A harmadik és negyedik részt 1963-ban tűzték műsorra Sündisznócska zenekara 1963. szeptember 19., Sündisznócska lakodalma 1963.  szeptember 28.

### Alkotók
- Rendezte: Kende Márta
- Írta: Tordon Ákos (Móra Ferenc meséje nyomán)
- Zenéjét szerezte: Váry Ferenc
- Vezető operatőr: Kocsis Sándor (1. résztől – 2. részig), Török Vidor (3. résztől – 4. részig)
- Operatőrök: Király Ottó, Zsombolyai János (1. résztől – 2. részig), Czóbel Anna, Miszlay Gyula, Varga Vilmos (3. résztől – 4. részig)
- Báb- és díszlettervező: Lévai Sándor

### Szereplők hangja
- Sündisznócska: Szöllősy Irén
- Mackó bácsi: Elekes Pál
- Mackó néni: Könyves Tóth Erzsi
- Tüske Ági (sündisznó): Szakály Márta

## Az újraforgatott színes változat
Az új változat 1980 és 1981 között készült Magyar Televízióban színesben. A forgatókönyveket az eredeti, Tordon Ákos feldolgozás alapján készítette Békés József dramaturg. A bábok és díszlet az eredeti variációja volt.

### Alkotók
- Móra Ferenc meséje alapján írta: Tordon Ákos
- Dramaturg: Békés József
- Rendezte: Kende Márta
- Zenéjét szerezte: Váry Ferenc
- Zenei rendező: Fejes Cecília
- Operatőr: Dobay Sándor
- Hangmérnök: Kertes Ferenc
- Vágó: Ilosvay Kati
- Báb- és díszlettervező: Lévai Sándor
- Bábszínészek: Balogh Klári, Csepeli Péter, Holló János, Horváth Károly, Kaszás László, Koffler Gizi, Kovács Enikő, Pehartz Imréné, Szilágyi Mária
- Fővilágosító: Tréfás Imre
- A rendező munkatársa: Nagy Imre
- Gyártásvezető: Herskovits Ila

Készítette a Magyar Televízió

### Szereplők
| Szereplő              | Bábszínész | Magyar hang                           |
| --------------------- | ---------- | ------------------------------------- |
| Sündisznócska         | N/A        | Meixler Ildikó                        |
| Mackó bácsi           | N/A        | Varanyi Lajos                         |
| Mackó néni            | N/A        | Bencze Ilona                          |
| Cinege                | N/A        | Sas József                            |
| Cinege asszony        | N/A        | Borbás Gabi                           |
| Tüske Ági (sündisznó) | N/A        | Detre Annamária Oszvald Marika (ének) |
| Harkály               | N/A        | Mikó István                           |
| Szajkó néni           | N/A        | Pogány Margit                         |
| Vadkan Vendel         | N/A        | Hollai Kálmán                         |
| Birka                 | N/A        | Oszvald Marika                        |
| Szarvas               | N/A        | Benedek Miklós                        |
| Tücsök                | N/A        | Balogh Emese                          |
| Szamár                | N/A        | Katona János                          |
| Kakukk                | N/A        | Szuhay Balázs                         |

Közreműködött a Magyar Rádió és a Magyar Televízió Szimfonikus zenekara, vezényelt: Sebestyén András

## Epizódok
| Sor. | Év. | Cím                       | Premier                                                                           |
| --- | --- | ------------------------- | --------------------------------------------------------------------------------- |
| 1. | 1.  | Sündisznócska lovagol     | 1961. december 24. (fekete-fehér változat) 1981. december 24. (színes változat)   |
| Mackó bácsi éppen békességben iszik néhány pohár málnaszörpöt, majd alszik egy kicsit. A cinegék csicseregnek, hogy Sündisznócska szokott medvén lovagolni. Erre Mackó bácsi, aki büszke és rátarti is, mérges lett, elmegy Sündisznócskához leszámolni vele. Be akarja bizonyítani, hogy ő nem mondott igazat. Sündisznócska túljár Mackó bácsi eszén: fáradtnak tetteti magát, hogy az ő hátán utazzon tovább Mackó bácsi háza felé. Útközben málnaszörpöt isznak, majd iszalagot vesz elő, később egy mogyorófa-vesszővel legyezi. Hazaérve a cinegék jól kikacagják Mackó bácsit, aki dühösen elzavarja Sündisznócskát, majd búsan és szégyenében elmegy téli álmot aludni.                                           |     |                           |                                                                                   |
| 2. | 2.  | Nagyhatalmú Sündisznócska | 1961. december 25. (fekete-fehér változat) 1981. december 25. (színes változat)   |
| Mackó bácsi előjön téli álmából. Megtudva a cinegéktől és Harkály mestertől, hogy Sündisznócska az úr ebben az erdőben, féktelen haragra gerjed. Újra leckét ad Sündisznócskának az ő hatalmáról: először a pöttyös labdát játszó egerekkel, utána a bárányokkal és végül Vadkan Vendellel. Mind megijed, de Vadkan Vendel Mackó bácsitól fél, ezt még a Szajkó is tudja, de még arra is, hogy mégis Sündisznócska az erdő ura. Mackó bácsi elveszíti a fogadást, bosszút áll rajta. |     |                           |                                                                                   |
| 3. | 3.  | Sündisznócska zenekara    | 1963. szeptember 19. (fekete-fehér változat) 1981. december 26. (színes változat) |
| A nyár közepén Mackó bácsi éppen trombitát fabrikál, hogy Sündisznócskát zenei párbajra hívja. Az először elszomorodik, majd megnyugszik: előveszi a hangszereket zenés párviadalhoz. A Szarvas beáll hárfásnak, Vadkan Vendel bőgősnek, a Tücsök hegedűsnek és végül a Szamár dobosnak. Mind Sündisznócska mellé szegődik. Felkészülnek a hangversenyre. Mackó bácsi Mackó néni segítségével trombitával, kakukkos órával és lábasfedőkkel készülődik. Elkezdődik a verseny. Sündisznócskáék nagyon szépen játszanak, tapsot kapnak érte. Ők a nyertesek. Mackó bácsi be is áll trombitásnak Sündisznócska zenekarába.                                                                                                   |     |                           |                                                                                   |
| 4. | 4.  | Sündisznócska lakodalma   | 1963. szeptember 28. (fekete-fehér változat) 1981. december 27. (színes változat) |
| Az erdő állatai elmennek téli álmot aludni. Tüske Ági Mackó bácsiék házában kér téli szállást. Mackó bácsi Sündisznócskára nagyon haragszik, mert a zenekarban szakmai vitáik támadtak. Sündisznócska megtudja a cinegéktől, hogy Tüske Ági Mackóéknál lakik. Felöltözik csodadoktornak, megvizsgálja Mackó bácsit és persze Tüske Áginak elnyeri a tetszését. Mackó bácsi foglyul ejti, bezárja a kamrába. Sündisznócska és Tüske Ági elszomorodik, de jó ötletük támad. Ági boszorkánynak hiszi magát, Sündisznócska pedig oroszlánnak. Mackó bácsi és felesége ettől megrémül, szabadon engedi őket. Sündisznócska meghívja őket a lakodalomba. Sündisznócska és Tüske Ági Mackó bácsi hátán lovagolva esküdnek össze. |     |                           |                                                                                   |